# V451
V451 byl kandidát na vakcínu COVID-19, který vyvinula University of Queensland a australská farmaceutická společnost CSL Limited. Byla použita molekulární svorková technologie a přídavná látka MF59.

## Popis
V451 je proteinová podjednotková vakcína. V rámci návrhu vakcíny výzkumníci přidali fragment jednoho proteinu nalezeného na viru HIV.

## Přerušené klinické testy
Vývoj vakcíny byl zrušen 11. prosince 2020 během její klinické fáze I poté, co bylo zjištěno, že řada účastníků studie poskytla falešně pozitivní výsledky testů na protilátky HIV, i když ve skutečnosti HIV neměli. To bylo způsobeno fragmentem viru HIV použitým jako molekulární svorka vedoucí k částečné protilátkové odpovědi na HIV. Jedná se o nežádoucí výsledek, protože by vakcína narušovala budoucí screeningové HIV testy u potenciálních příjemců vakcíny a účastníků kllinických testů.
Devět dní před ukončením, dne 2. prosince, bylo uděleno povolení k nouzovému použití vakcíny proti nemoci COVID-19; Pfizer–BioNtech COVID-19 ve Spojeném království. Po ukončení testů V451 byla výrobní kapacita společnosti CSL Limited přesměrována na vakcínu Oxford–AstraZeneca COVID-19.